# دارکوب هیسپانیولا
دارکوب هیسپانیولا با نام علمی Melanerpes striatus پرنده‌ای متوسط‌الجثه از خانوادهٔ دارکوبان و بومی جزیرهٔ هیسپانیولا در دریای کارائیب است.

## مشخصات
پشت دارکوب هیسپانیولا دارای راه‌راه‌هایی زرد و سیاهرنگ است و نواری به رنگ قرمز تیره از پیشانی تا گردن پرندهٔ نر امتداد یافته است. این در حالی است که نوار قرمز رنگ در پرندهٔ ماده تنها از پشت گردن او شروع می‌شود. دم پرنده سیاهرنگ است اما در ناحیهٔ رویشگاه آن به رنگ قرمز درخشان می‌باشد. پرهای پشتی (rump) نیز به رنگ زیتونی-خاکستری است.
دارکوب هیسپانیولا برخلاف دیگر دارکوب‌ها پرنده‌ای اجتماعی بوده و تعداد بالای پرندگان بالغ در کلونی آنها این امتیاز را برایشان دارد از تا درخت یا ساحلی که برای آشیان سازی استفاده می‌کنند به خوبی مراقبت شود.

## زیستگاه
گسترهٔ زیستگاه این پرنده در هیسپانیولا که بین دو کشور هاییتی و جمهوری دومینیکن مشترک است از سواحل جزیره آغاز شده و تا بیابان‌ها و کوه‌های آن امتداد دارد.

## نگارخانه

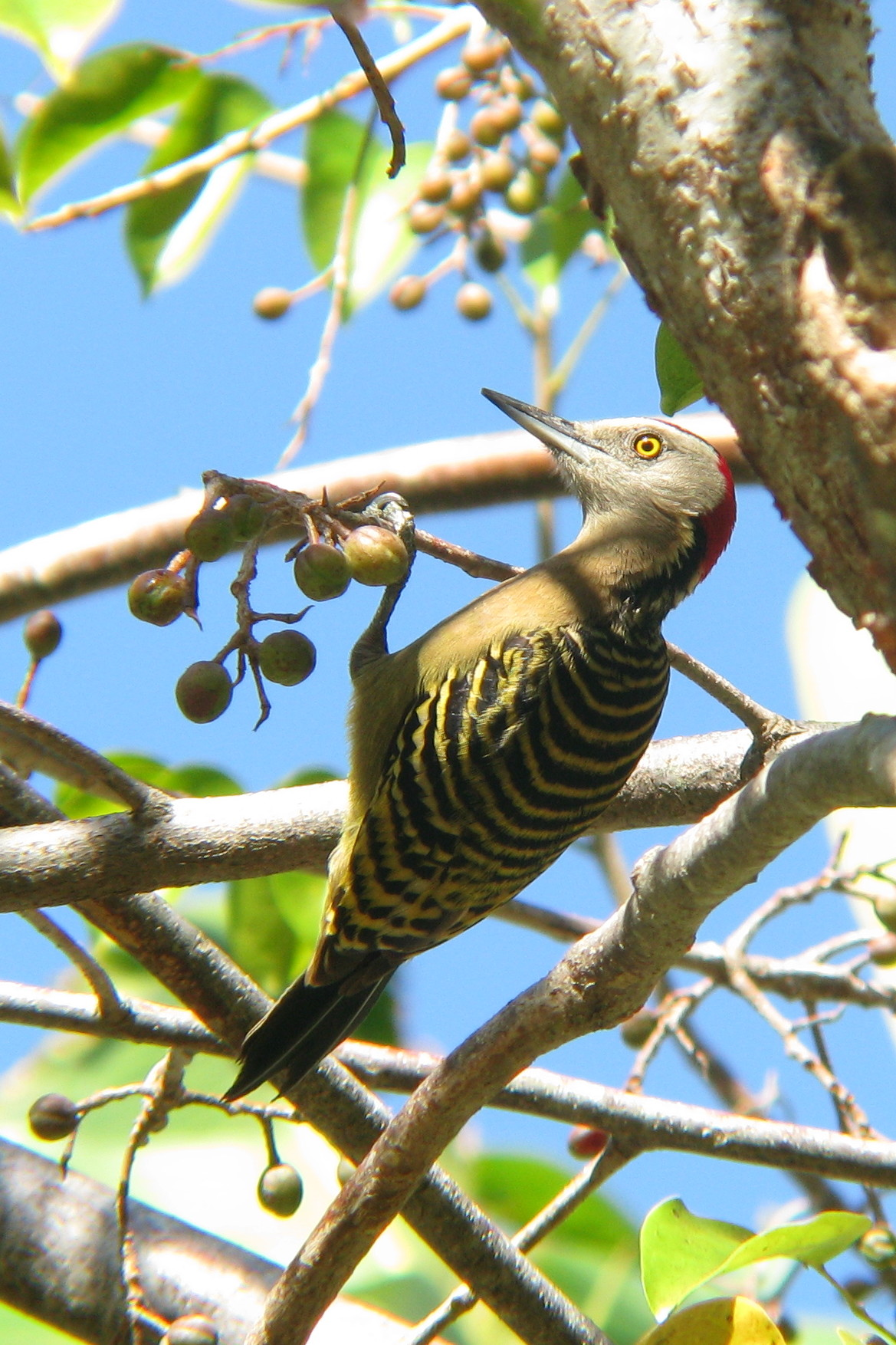